# 伊藤キム
伊藤 キム（いとう キム、1965年 - ）は、愛知県知立市出身の振付家、ダンサー。「輝く未来」主宰者。

## 概要
愛知県知立市に生まれる。4歳のとき怪我で隻眼となる。中学校時代は器械体操部。中央大学文学部哲学科中退後、1987年より舞踏家・古川あんずに師事。1990年、ソロ活動を開始。1995年、ダンスカンパニー「伊藤キム＋輝く未来」を結成。1996年、『生きたまま死んでいるヒトは死んだまま生きているのか？』でバニョレ国際振付賞を受賞。ほぼ1年に1作品のペースで新作を発表し、フランス・ドイツ・イギリス・スペイン・アルゼンチン・オランダ・アメリカ・カナダ・デンマークなどでの海外公演も多い。2007年、新「輝く未来」を結成。同年よりダンスなどのアートを通じて「体験」と「鑑賞」という二つのワークショップを教育の場で実践する団体『ワークショップ・デリ』を開始した。

## 主な公演
- 『中国の探偵』1987年、演出：古川あんず
- 『RENT-A-BODY』1987年、演出：古川あんず
- 『生きたまま死んでいるヒトは死んだまま生きているのか？』1995年
- 『あなた』1996年
- 『3 SEX』1997年
- 『少年～少女』1998年
- 『伊藤キム、またやりにげ』1999年
- 『on the Map』1999年、パークタワーホール
- 『抱きしめたい』2000年
- 『ふたりだけ』2000年、愛知県知立市文化会館
- 『伊藤キムはなしがい方式』2000年、ケイオウ★パンチ
- 『Close the door, open your mouth』2001年、新国立劇場
- 『激しい庭』2001年
- 『しゃべりながらおどっているところになげこむんです』2002年
- 『あなた』2002年
- 『Butterfly and Me』2002年
- 『Me and I』2002年
- 『ふたりだけ』2002年
- 『銀河計画』2002年、笠井叡×伊藤キム
- 『階段主義』2003年
- 『伊藤キム、メトロでやりにげ？』2003年
- 『劇場遊園』2003年
- 『禁色』2005年、白井剛×伊藤キム
- 『未来の記』
- 『喫人舞踏会』2025年[2]
- 『おどるシェイクスピア RARE〜リア王〜』2025年[3]

## 受賞歴
- 1996年 バニョレ国際振付賞、ナショナル評議委員賞
- 2002年 第1回朝日舞台芸術賞寺山修司賞

## 関連人物
- 古川あんず:大駱駝艦
- 白井剛
- 森下真樹
- 岡本真理子
- 笠井叡